# Barbara Morgenstern
Barbara Morgenstern (Hagen, 19 maart 1971) is een Duitse popmuzikante (zang, toetsen) en muziekproducente.

## Biografie
Barbara Morgenstern kenmerkt zichzelf als autodidact. Na pianoles als kind en jazzonderricht aan de Hagense jeugdmuziekschool speelde ze als jeugdige in een band. In 1991 besloot ze, na afsluiting van haar schooltijd aan het Ernst Meister-Gymnasium in Hagen-Haspe, muzikante te worden.
Van 1992 tot 1994 woonde ze in Hamburg en was daar werkzaam als muzikante, met eigen muziek en als zangeres in een a capellagroep. Aan de Hamburgse hogeschool nam ze deel aan een zes weken durende populaire muziekcursus. In 1994 verhuisde ze naar Berlijn, waar ze aanvankelijk speelde in een band als toetseniste (keyboards) en waar ze zich vanaf 1996 op haar eigen muziek concentreerde. Het album Nichts Muss (2003) wordt geproduceerd door Thomas Fehlmann.
In 2003/2004 werd Morgenstern door het Goethe-Institut, samen met Maximilian Hecker, uitgenodigd voor een wereldtournee met 34 stopplaatsen. Daarna werkte ze samen met Stefan Schneider en Robert Lippok van To Rococo Rot.
In 2008 verscheen Morgensterns vijfde album bm, deze keer minder elektronisch, daarvoor meer orkestraal. In het behelsde nummer Come to Berlin wordt een pessimistisch beeld geschetst van de huidige stadsontwikkeling van Berlijn.
Morgenstern speelt samen met Stefan Schneider en Paul Wirkus in de band September Collective.

## Discografie
- 1997: Enter the Partyzone (tape, Hausfrau im Schacht (Wohnzimmer-Mailorder-uitgever uit Berlijn))
- 1997: Plastikreport (mini-cd, met Michael Muehlhaus, Klub der guten Hoffnung (Label uit Hannover))
- 1998: Vermona ET 6–1 (cd, Monika Enterprise (Gudrun Gut))
- 1999: Fan No.1 (remix-ep, Monika Enterprise; met remixen van Console & Heimtrainer, Robert Lippok, Schlammpeitziger, Michael Muehlhaus en Jo Tabu)
- 2000: Fjorden (album, Monika Enterprise)
- 2001: Eine Verabredung (instrumentale-ep, Monika Enterprise)
- 2002: Series 500 (ep, met Robert Lippok, Geographic/Domino Records)
- 2003: Nichts Muss (album, Monika Enterprise/Labels)
- 2005: Tesri (album, met Robert Lippok, Monika Enterprise)
- 2006: The Operator (single, Monika Enterprise)
- 2006: The Grass Is Always Greener (album, Monika Enterprise)
- 2008: Come to Berlin (single, Monika Enterprise)
- 2008: BM (album, Monika Enterprise)
- 2010: Fan No.2 (album, Monika Enterprise)
- 2012: Sweet Silence (album, Monika Enterprise)
- 2015: Doppelstern (album, Monika Enterprise)
- 2018: Unschuld und Verwüstung (album, Staatsakt)

### Met September Collective
- 2004: September Collective (album, Geographic/Domino)
- 2007: All the Birds Were Anarchists (album, Mosz Records)
- 2009: Always Breathing Monster (album, Mosz Records)

- Bibliothèque nationale de France: cb145023586 (data)
- Gemeinsame Normdatei: 135095255
- International Standard Name Identifier: 0000 0001 1448 5692
- Library of Congress Control Number: no2007129474
- MusicBrainz: 00370693-7679-46c1-8ddd-63e1d082c459
- Nationale Bibliotheek van Tsjechië: ola2011618250
- Nationale Bibliotheek van Israël: 987009156668505171
- Virtual International Authority File: 76545433
- WorldCat: E39PBJfhbBxrFcMV4j63bC6h73